# Oberdorf im Burgenland
Oberdorf im Burgenland (mađarski: Őrállás) je općina u kotaru Borta u Gradišću, Austrija. 